# Most na ulicy Rybnickiej w Raciborzu
Most na ulicy Rybnickiej – most drogowy nad kanałem Ulga w Raciborzu, w Polsce. Przez most biegnie ulica Rybnicka (fragment drogi wojewódzkiej nr 935), mająca w tym miejscu po jednym pasie ruchu w każdą stronę; po obu stronach mostu znajdują się również chodniki.
Most powstał w latach 30. XX wieku jako konsekwencja budowy w tym miejscu kanału Ulga (rozpoczętej 21 sierpnia 1934 roku), w związku z którą konieczne stało się wybudowanie mostu nad powstającym kanałem, by zachować ciągłość biegnącej tędy drogi. Przy okazji budowy mostu zmieniono przebieg ulicy Rybnickiej (wówczas Rybniker Straße) tak, by biegła prostopadle do kanału (wcześniej ulica skręcała na wysokości obecnej stacji benzynowej, skąd biegła prosto w kierunku przejazdu kolejowo-drogowego). Pierwotnie mostem planowano poprowadzić również linię kolei wąskotorowej z Gliwic do Raciborza, gdyż nie przewidziano dla niej osobnej przeprawy. Ostatecznie z pomysłu tego zrezygnowano, a linia została skrócona do stacji Lukasine. Podczas powodzi z maja 1939 roku most został zerwany, jednak szkody szybko naprawiono. W 2007 roku przeprowadzono generalny remont mostu.